# Anna Werblińska

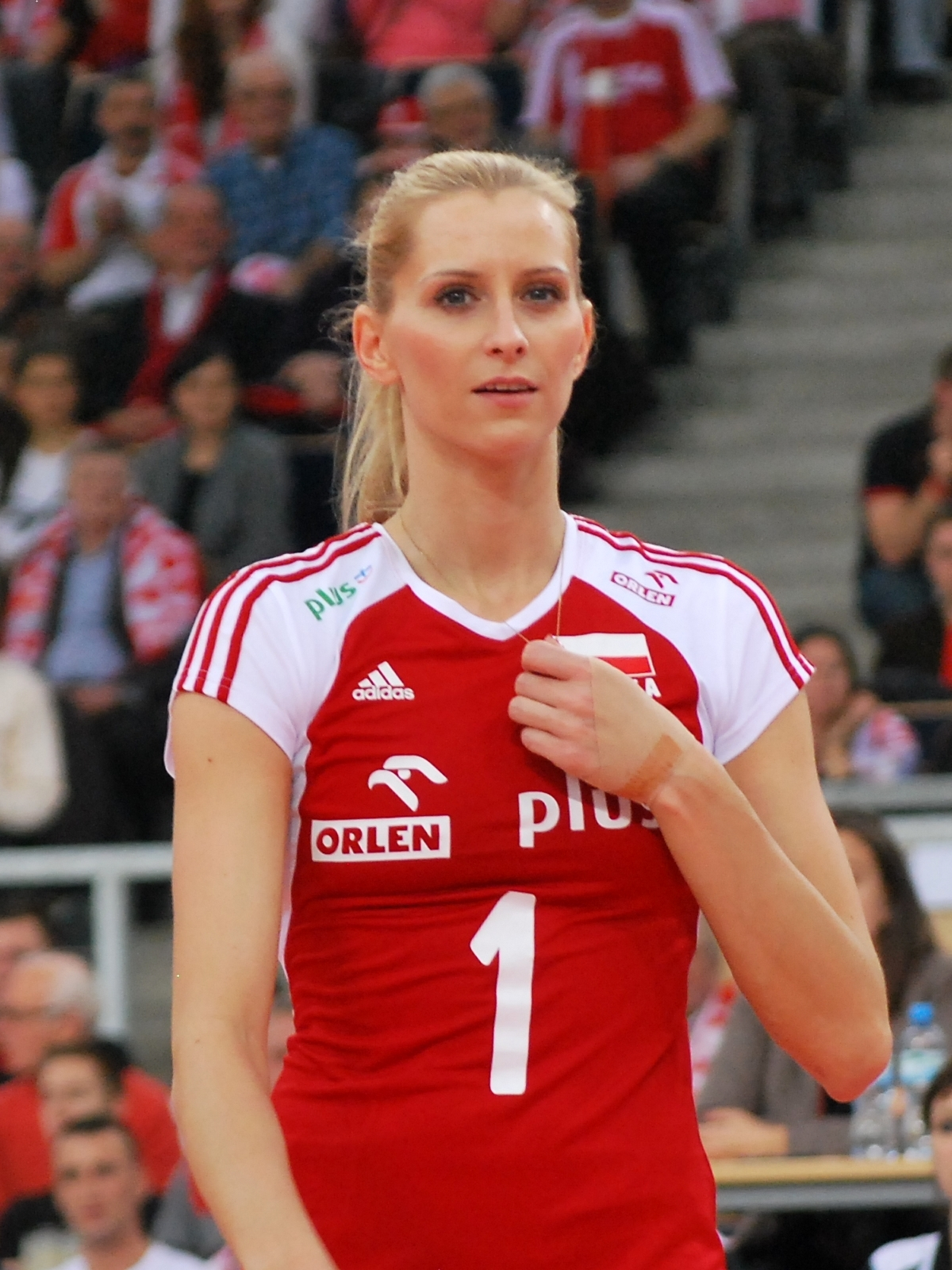
Anna Werblińska (2014)

Anna Werblińska (* 14. Mai 1984 in Świdnica als Anna Barańska) ist eine ehemalige polnische Volleyballspielerin, die an den Olympischen Sommerspielen 2008 teilnahm.

## Karriere
Ihre Karriere begann beim polnischen Zweitligaverein Polonia Świdnica. In den Saisons 2001–2004 spielte sie dann in Wrocław, bevor Werblińska 2005 nach Kalisz wechselte, wo sie in der ersten polnischen Volleyballliga (Liga Siatkówki Kobiet) spielte. Mit dem Verein wurde sie 2005 und 2006 polnische Meisterin. Seit 2008 spielte sie bei BKS Stal Bielsko-Biała und seit 2011 bei Bank BPS Fakro Muszyna. Von 2013 bis 2017 war sie für Chemik Police aktiv, wo sie vier Mal polnische Meisterin (2014, 2015, 2016, 2017) und dreimal Pokalsiegerin (2014, 2016, 2017) wurde.
Ab 2006 spielte Werblińska auch in der polnischen Nationalmannschaft (zeitweilig als Spielführerin), mit der sie 126 Spiele absolvierte. Bei der Volleyball-Europameisterschaft der Frauen 2009 gewann sie mit der polnischen Mannschaft die Bronzemedaille.
Anna Werblińska ist verheiratet. Im Mai 2017 teilte sie mit, dass sie vom Volleyball pausieren wolle, später gab sie ihre Schwangerschaft bekannt. 2018 wurde ihr Sohn geboren und 2022 eine Tochter.